# August von Brandt
August Ritter von Brandt (* 11. November 1834 in Schwarzenberg bei Scheinfeld; † 27. April 1906 in Bamberg) war ein deutscher Kommunalpolitiker.
Brandt studierte Jura in Würzburg und Heidelberg. 1856 trat er in den bayerischen Staatsdienst und 1876 wurde er Assessor bei der oberfränkischen Regierung. Von 1877 bis 1905 war er hauptamtlicher Erster Bürgermeister von Bamberg.